# Božena Jiránková
Božena Jiránková (15. ledna 1876 Všelibice – 29. března 1960 Brno) byla česká pedagožka a spisovatelka.

## Životopis
Jejími rodiči byli Jan Jiránek, učitel ve Všelibicích, a Barbara Jiránková-Schönbergová. Jejím bratrem byl Jan Jiránek (4. 6. 1873).
Od roku 1901 profesorka na dívčím lyceu Vesny v Brně, od roku 1919 ředitelka tamtéž. Roku 1921 byl ústav přeměněn na reformní Reálné gymnázium. Podle Rudolfa Neuhöfera byla Božena Jiránková v té době jediná ředitelka střední školy v ČSR.
Byla autorka prací o Václavu Benešovi-Třebízském, editorka výboru z jeho povídek a prací v oboru pedagogiky. V Brně bydlela na adrese Augustýnská 7 (nyní Jaselská).

## Dílo

### Spisy
- V. B. Třebízský [Listy filologické 28. ročník] – 1901
- Umění ve škole: referát – Brno: s. n., 1903
- Výbor z povídek – Vácslav Beneš Třebízský; návrh a úvod od Boženy Jiránkové. Praha: František Topič 1911; 1922
- Československé studentky z let 1890–1930: almanach na oslavu čtyřicátého výročí založení ženského studia Eliškou Krásnohorskou – redakcí Albíny Honzákové [Božena Jiránková: Z doby mých studií]. Praha: Ženská národní rada: Minerva, 1930
- Masaryk a ženy: sborník k 80. narozeninám prvního presidenta Republiky Československé T. G. Masaryka – péčí F. F. Plamínkové; [Božena Jiránková: Masaryk – náš učitel]. Praha: Ženská národní rada, 1930

### Překlady
- Goethovec Jan Evangelista Purkyně – František Krause; z němčiny přeložila Božena Jiránková. Praha: Anthroposofická společnost v republice Československé, 1937